# Trachycephalus atlas
Trachycephalus atlas é uma espécie de anfíbio da família Hylidae. Endêmica do Brasil, pode ser encontrada nos estados da Bahia, Pernambuco, Paraíba e Ceará.